# Cecilia Miljiker
Cecilia Miljiker (n. Buenos Aires, Argentina, 17 de marzo de 1977) es una directora de cine y periodista argentina.

## Trayectoria
Directora y profesora de dirección de cine egresada de la Universidad del Cine. Trabajó en producción de largometrajes de ficción y documentales y, en el ámbito del periodismo, en el área de producción. Actualmente trabaja como Editora Audiovisual en el diario La Nación. Como realizadora dirigió la película documental Los fusiladitos (2004), Un año de danza (2018).
También dirigió el webdoc El Informe Santiago (2019), sobre el doble asesinato de Leila Bshier y Patricia Villalba ocurrido en la provincia de Santiago del Estero que fue juzgado en 2007 y en el que fue condenado Antonio Musa Azar y otros procesados; fue galardonado con el  premio desarrollo del INCAA y con el Primer Premio Innovación en Medios digitales ADEPA/GOOGLE). Magíster en Periodismo de Investigación (USAL) Posgrado en Periodismo Digital (Pompeu Fabra/ Artear/Google)
Socia Fundadora de RCM, Red de Corresponsales(www.redcorresponsales.com) y  del Congreso MOJOLATAM de periodismo móvil en Argentina (www.mojolatam.com)
En su trabajo en La Nación produjo y dirigió documentales que fueron premiados nacional e internacionalmente (incluyendo el prestigioso Premio Rey de España) 

## Filmografía
- Un año de Danza (2018)
- Los fusiladitos (2004)
- ¿Te molestaría si te hago una pregunta? (corto - 2003)

## Webdoc
- El Informe Santiago (2019)